# ماسایا اوکوگاوا
ماسایا اوکوگاوا (انگلیسی: Masaya Okugawa؛ زادهٔ ۱۴ آوریل ۱۹۹۶) بازیکن فوتبال اهل ژاپن است.
از باشگاه‌هایی که در آن بازی کرده‌است می‌توان به ردبول زالتسبورگ و هولشتاین کیل اشاره کرد.
وی همچنین در تیم‌های ملی فوتبال زیر ۱۷ سال ژاپن و زیر ۲۰ سال ژاپن بازی کرده‌است.